# Cossypha
Cossypha là một chi chim trong họ Muscicapidae.